# Palaeomystella henriettiphila
Palaeomystella henriettiphila is een vlinder uit de familie wilgenroosjesmotten (Momphidae). De wetenschappelijke naam van de soort is voor het eerst geldig gepubliceerd in 2008 door Vitor O. Becker & David Adamski.

## Type
- holotype: "male, 10-20.III.1994"
- instituut: MNRJ, Federale Universiteit van Rio de Janeiro, Rio de Janeiro, Brazilië
- typelocatie: "Brazilië, Alagoas, Ibateguara, 400 m"